# Château de Fléchères
Le château de Fléchères est une demeure du XVIIe siècle qui se dresse sur le territoire de la commune française de Fareins, dans le département de l'Ain, en région Auvergne-Rhône-Alpes. L'édifice est classé au titre des monuments historiques.

## Localisation
Le château, bâti sur une motte féodale encore entourée de ses douves très profondes, est situé sur la commune de Fareins, dans la Dombes, à 6 kilomètres au nord-est de Villefranche-sur-Saône, dans le département français de l'Ain.

## Historique
Le château, centre de la seigneurie puis de la baronnie de Fléchères en toute justice, est dès le début du XIIIe siècle la possession des Palatins de Riottiers, puînés de la maison de Chabeu. Au mois de janvier 1246, Guillaume Palatin la prend en fief de l'église métropolitaine de Lyon. Aimon Palatin, son fils, la vend à Guichard de Marzé, chevalier, qui en fait hommage à cette église en 1298. La baronnie de Fléchères retourna néanmoins, peu de temps après cet hommage, à la famille des Palatins, dans laquelle elle resta jusqu'à Jean Palatin, seigneur de Dio et de Saint-Olive, vivant en 1550, qui, après l'avoir d'abord constituée en dot à Marie, sa fille, épouse de Claude, baron de Montaigny, l'aliéna à Benoît Le Roy, conseiller et receveur général des finances du Lyonnais. Ce dernier la céda, au mois d'avril 1561, à Symphorien Thélusson, bourgeois de Lyon. Cette cession n'eut probablement point d'effet, car Louis Le Roy, fils de Benoît, fut seigneur de la baronnie de Fléchères, qu'il légua, par testament, à Louis de Gaspard, son cousin, sur qui elle fut saisie et adjugée, le 27 septembre 1606, à Jean de Sève, écuyer, seigneur de Fromentes et de Villette, receveur des finances en la généralité de Lyon et prévôt des marchands de cette ville (1612-1614). Ce fut ce Jean de Sève qui jeta les fondements du château actuel, entre 1610 et 1616, sur l’emplacement d’une maison forte qui défendait un gué sur la Saône. Jean de Sève édifie le château en une seule campagne de travaux.
De la famille de Sève, Fléchères passa, par alliances des filles à différentes familles dont Pupil de Craponne et à la famille de Sarron, et, depuis, ensuite à celle d'Artaud de la Ferrière. Sous la Révolution, l'édifice n'eut pas trop à souffrir, mais un incendie survenu en 1793 affecta les toitures des communs et fit disparaître quelques éléments de mobilier ainsi que les archives.
En 1820, un parc paysager est aménagé. Ce sera le dernier grand chantier du château. En 1907, Humbert Artaud de La Ferrière en est le propriétaire.
En juin 1972, le château devient la propriété d'un des truands du Gang des Lyonnais, Johanny Chavel, dit « le Gros Jeannot », mystérieusement disparu en octobre 1973 et déclaré mort en 2010. Ce dernier se lance dans d'importants travaux de restauration et d'aménagement. Durant l'été 1972, il organise une grande soirée d'inauguration de son domaine, avec un spectacle son et lumières confié à une grande entreprise parisienne de pyrotechnie. Cette fête rassemble au château une centaine de truands et autant de policiers. Chavel envisage de faire de son domaine un carrefour culturel avec des expositions, des conférences et aussi de le louer pour des banquets, des mariages. 
Un promoteur immobilier achète la propriété en 1982 et souhaite détruire le château pour construire à la place 200 logements. Au début des années 1980, le château est quasiment laissé à l'abandon et à la suite de nombreux vols, notamment une partie du parquet d'origine, retrouvée depuis ; les services du ministère de la Culture s’alarment et envisagent le classement de l'édifice.
Le 23 septembre 1983, faute du consentement du propriétaire, le ministre de la Culture déclenche, comme l’article 5 de la loi du 31 décembre 1913 l’y autorise, la procédure (exceptionnelle) dite du « classement d'office ».
Il faudra attendre la fin de l'année 1997 et l’acquisition du domaine par Marc Simonet-Lenglart et Pierre-Albert Almendros pour que soit engagée, dès 1998 et pour une période de cinq ans, une grande campagne de restauration du château et de ses jardins.
À partir de septembre 2020, les deux propriétaires mettent en vente le château pour un prix inconnu,.
Le château est de nos jours ouvert au public pour des visites ; c'est le plus grand château dans les environs de Lyon dans ce cas.
Chapelle castrale
La chapelle du château fut visitée, en 1654, par Camille de Neufville de Villeroy, archevêque de Lyon, qui y administra, le 22 septembre de cette année, le sacrement de confirmation.

## Description

### Bâtiments
Le château, qui succède à une ancienne maison forte du XIIe siècle, a conservé des éléments du plan médiéval avec ses quatre tours d'angle carrées, de larges fossés avec des douves, qu'enjambe un pont de pierre qui précède l'entrée des communs dont la façade a conservé les fentes de manœuvre d'un pont-levis.
L'entrée traverse les communs et donne sur une grande cour intérieure, face au haut logis principal. Ce logis est constitué d'un corps central doté d'une entrée de style baroque, avec sept fenêtres aux deux étages. Le corps central est flanqué de deux ailes qui lui sont perpendiculaires. À l'arrière du logis, les ailes sont prolongées par deux tours carrées, en saillie, ce qui permet l'ouverture d'une fenêtre sur chacune des quatre faces. Le château s'ouvrait autrefois au sud sur un jardin à la française avec un bassin et une fontaine monumentale.

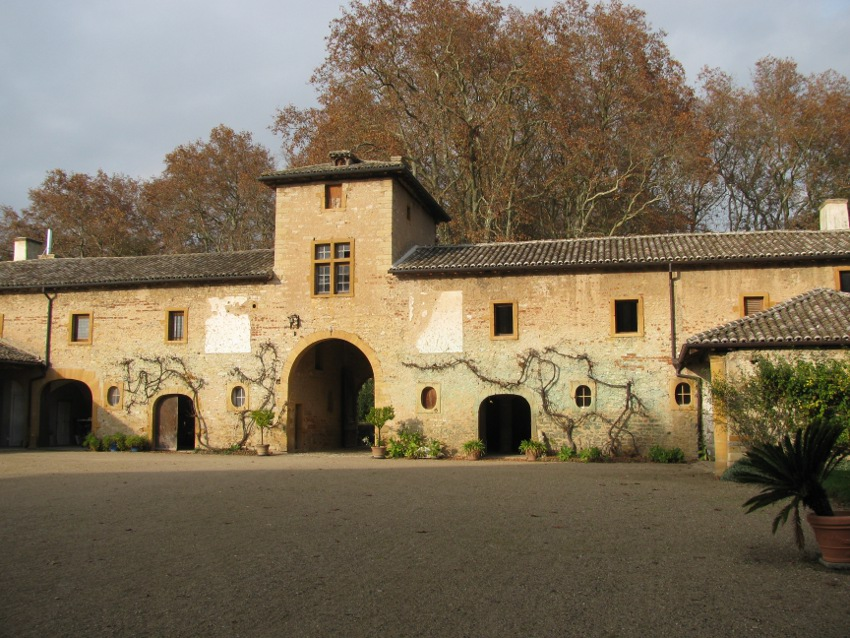
Les communs, vus de la cour intérieure.
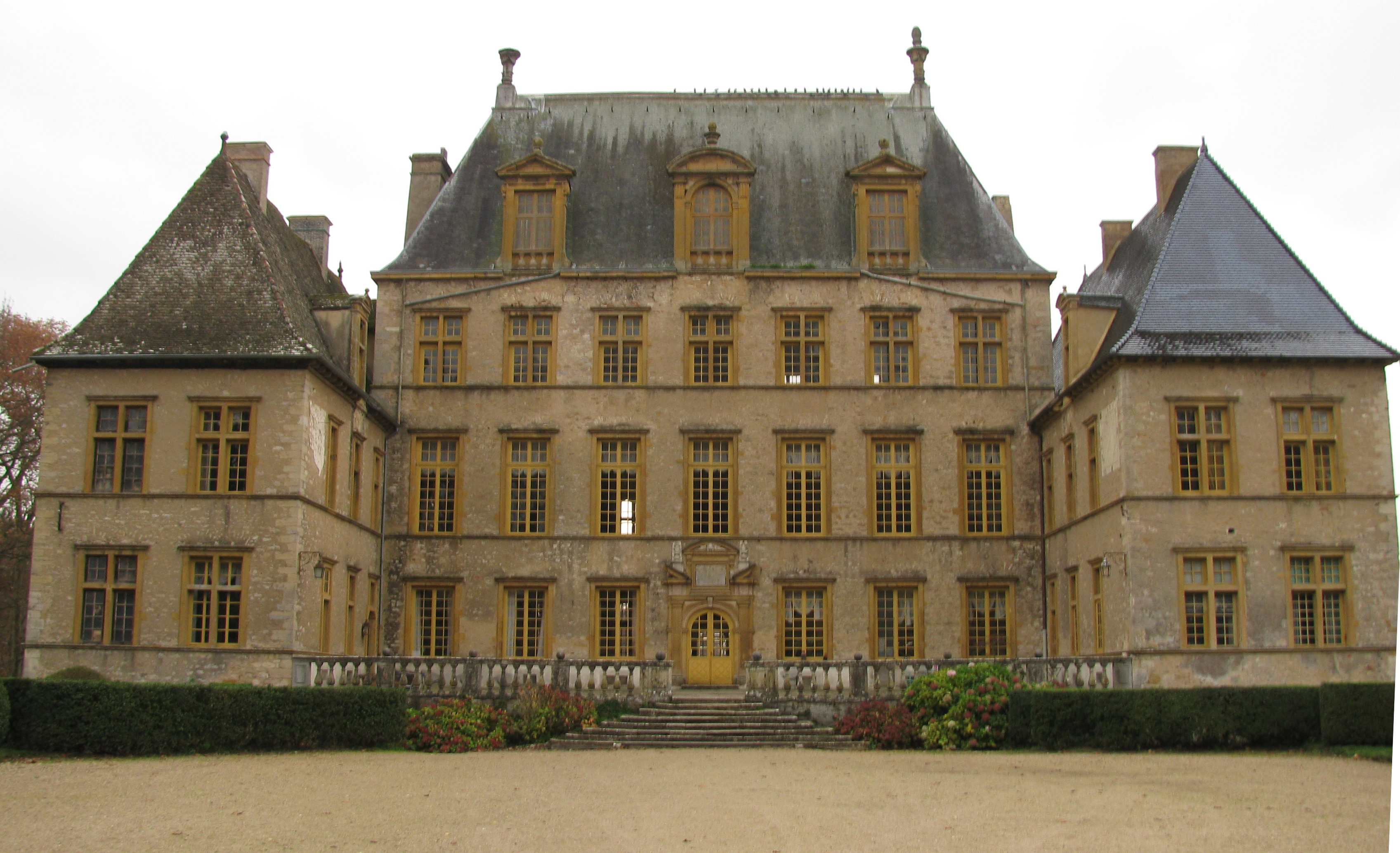
Le corps de logis central, côté cour.
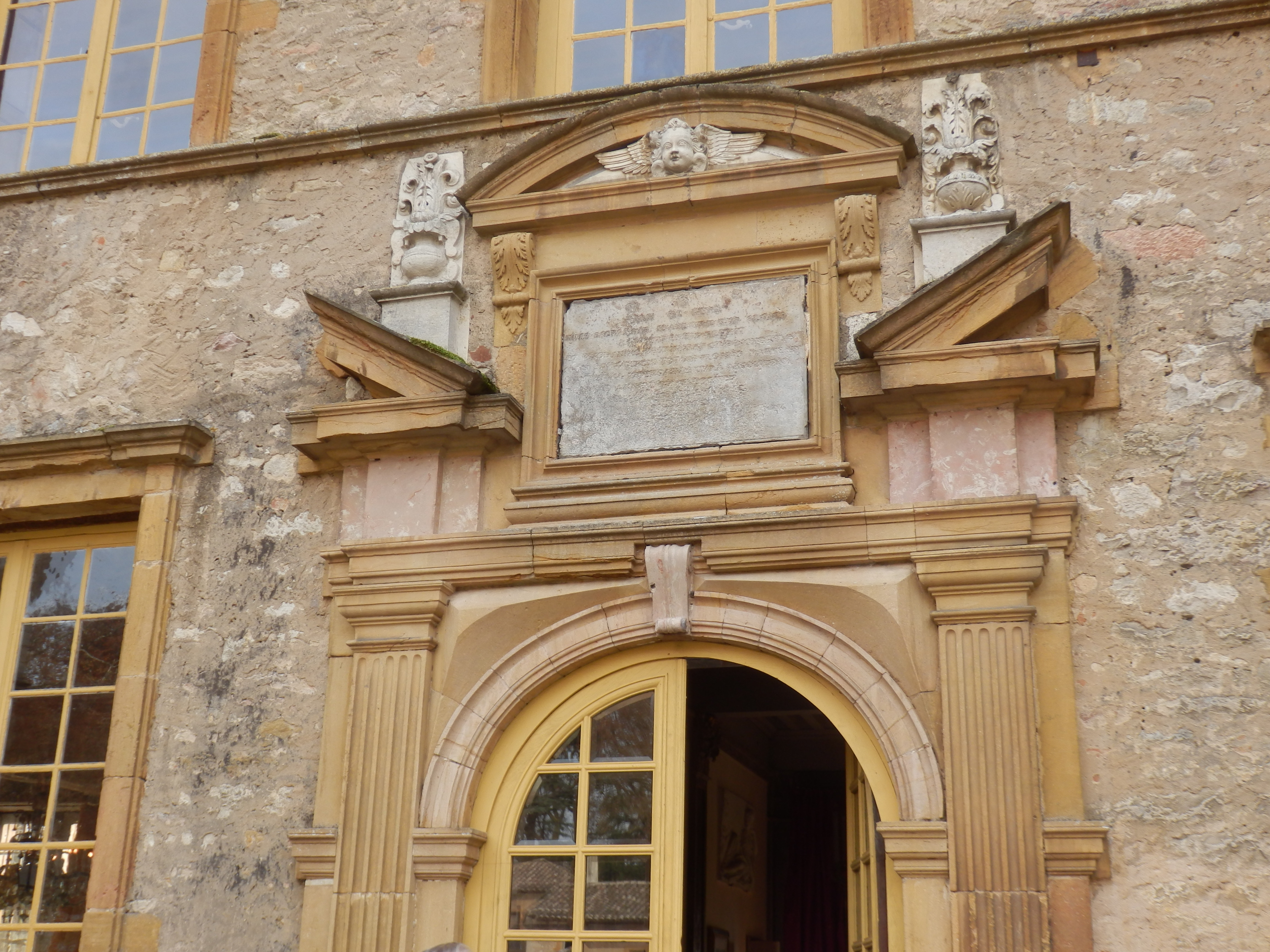
La porte baroque du logis central.
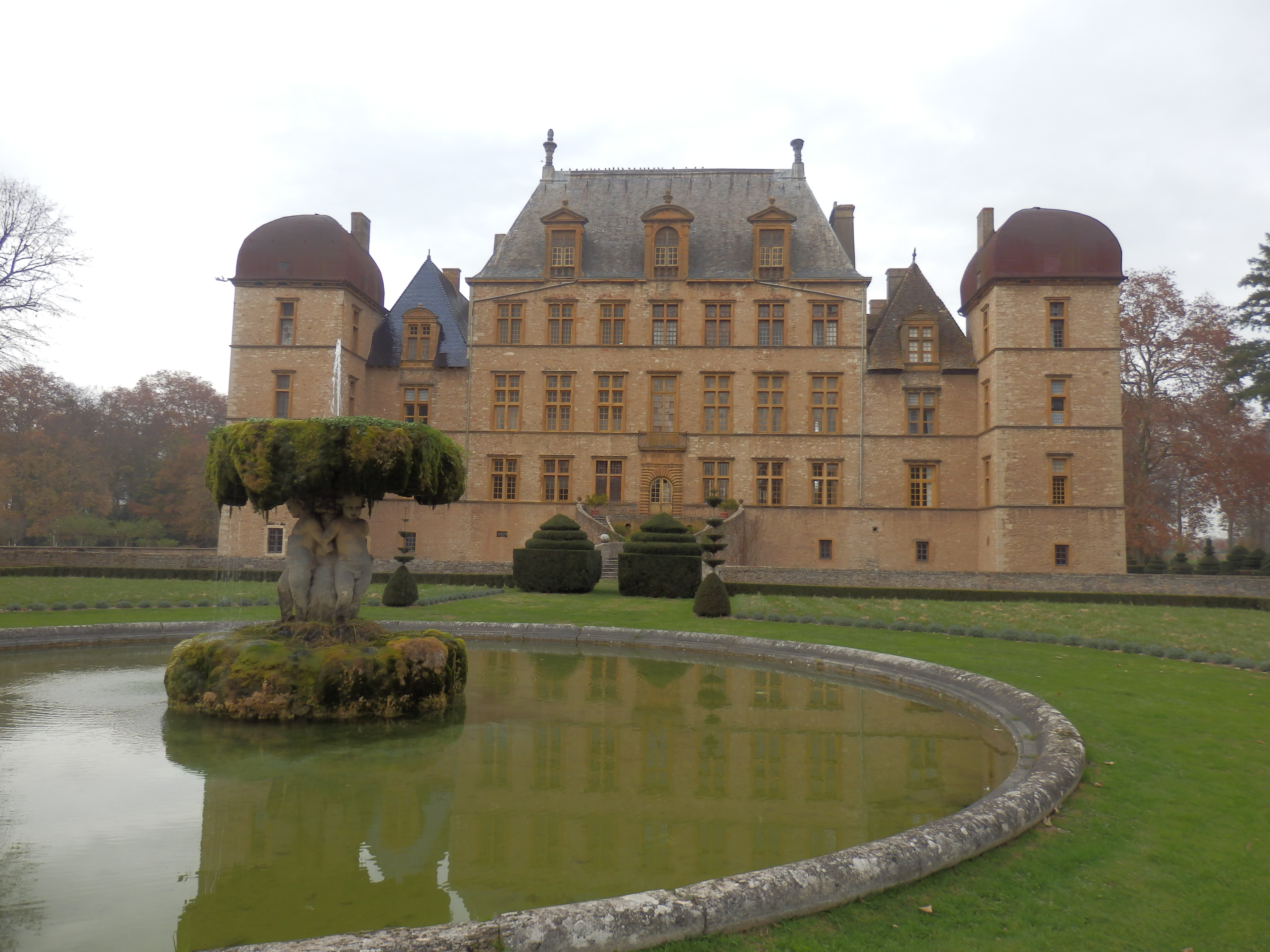
Le logis central, côté jardin.
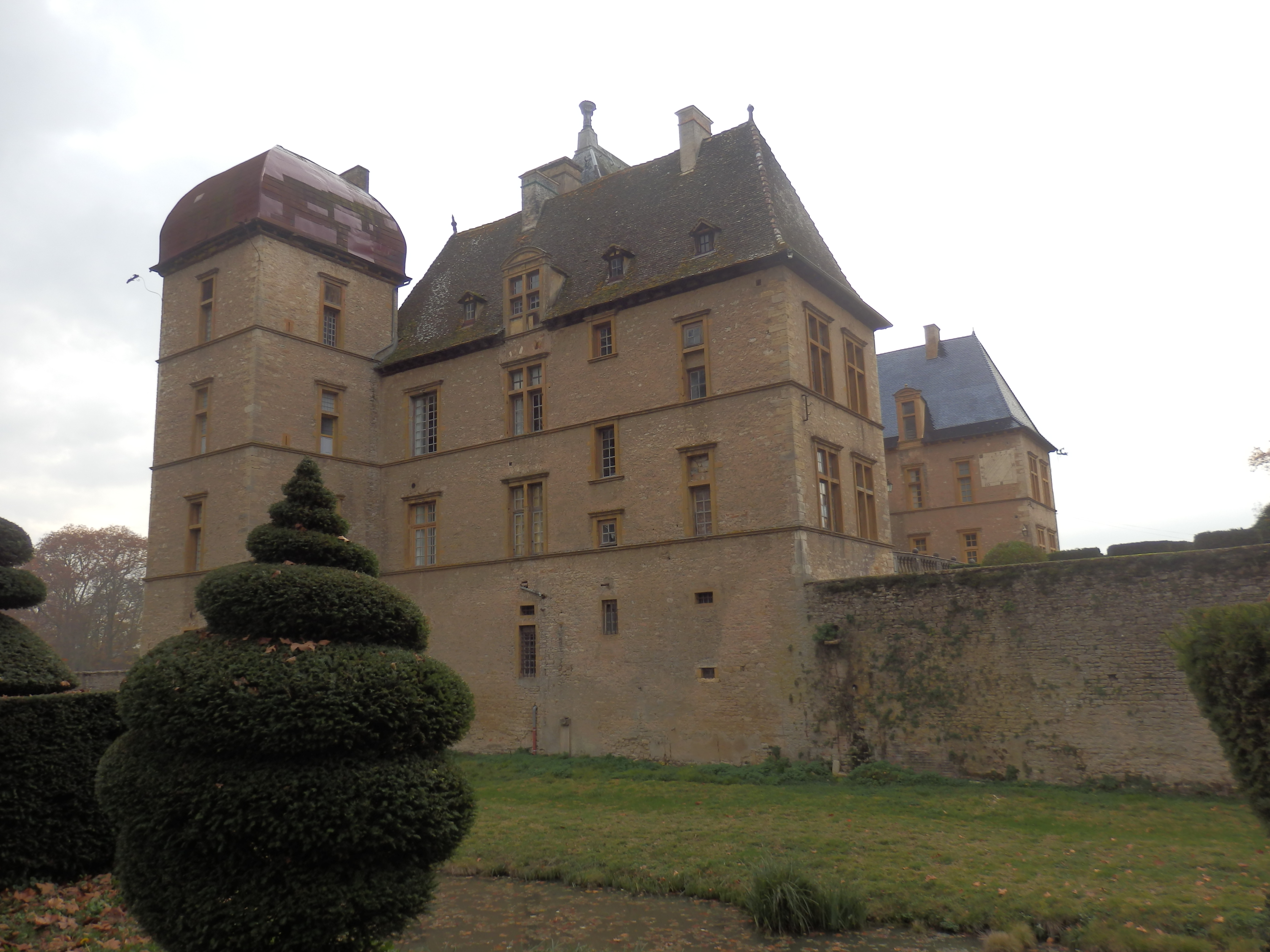
L'aile ouest, au-dessus du fossé.
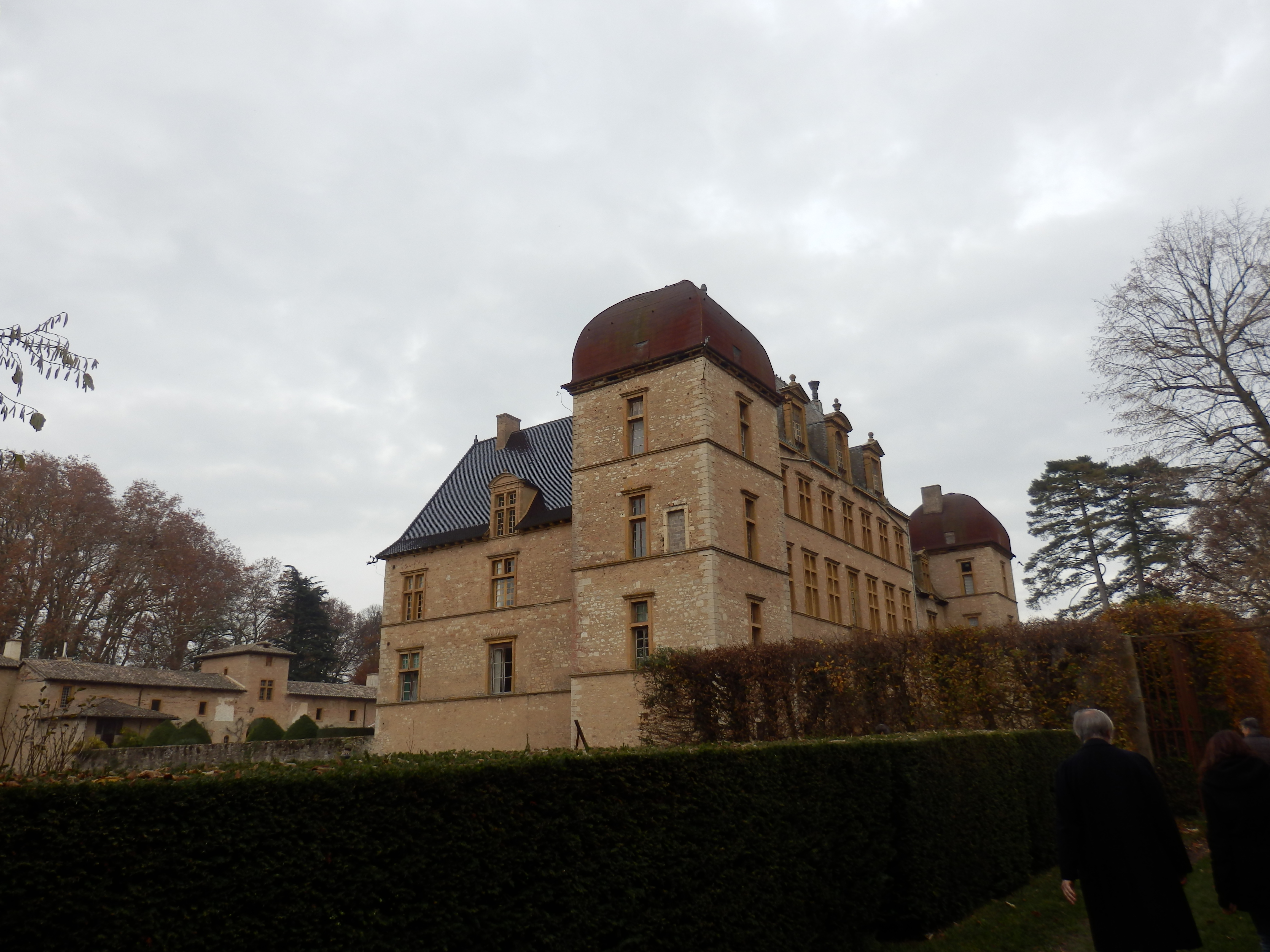
Le logis principal, angle sud-est.

L’ampleur de la construction, exceptionnelle dans la région, s’explique par la présence dans le corps de logis central d’un temple protestant de deux-cent-cinquante mètres carrés. Depuis l’édit de Nantes de 1598, le culte réformé n’était autorisé que dans les seigneuries de haute justice. Calviniste convaincu, le nouveau propriétaire a bénéficié de ce privilège pour installer, au deuxième et dernier étage du bâtiment, un lieu de culte qu’aucun élément extérieur ne permettait de signaler, excepté les trois fausses fenêtres au niveau du toit, d’une dimension inhabituelle, qui symbolisent la Trinité.

### Aménagements intérieurs
Le sous-sol, en partie enterré, est aménagé pour les services : cuisines, logement de domestiques, réserve, cave à vin.
Dans le bâtiment principal, un escalier intérieur à rampes droites ouvertes sur un puits central dessert les étages. Au XVIIe siècle, l'habitation s'organisait au premier étage, le piano nobile, avec dans l'aile ouest l'appartement du maître de maison, consistant en une chambre et une antichambre, et un appartement pour son épouse dans l'aile est, un palier qui traverse le corps principal relie les deux appartements. 
En 1632-1633, à la demande de Mathieu de Sève, fils de Jean, le peintre lucquois Pietro Ricchi (1606-1675) réalise dans six salles du château un ensemble de fresques représentant des scènes de chasse, des personnages en costumes de fête, des éléments d’architecture, des épisodes de la mythologie, dans lesquels on peut voir un symbolisme caché des thèmes protestants. Recouvertes d'enduit, de peinture ou de papier peint au cours des siècles suivants, cachées sous des boiseries, ces fresques ont été remises au jour et restaurées à la fin du XXe siècle, et sont un témoin unique des œuvres de jeunesse de Pietro Ricchi.
Au rez-de-chaussée, la chambre dite de « la Chasse » montre quatre scènes de chasse : au lion (symbole de la lutte contre l'orgueil), au sanglier, au cerf (isolement du solitaire), piégeage de panthère par un miroir (illusion des sens).

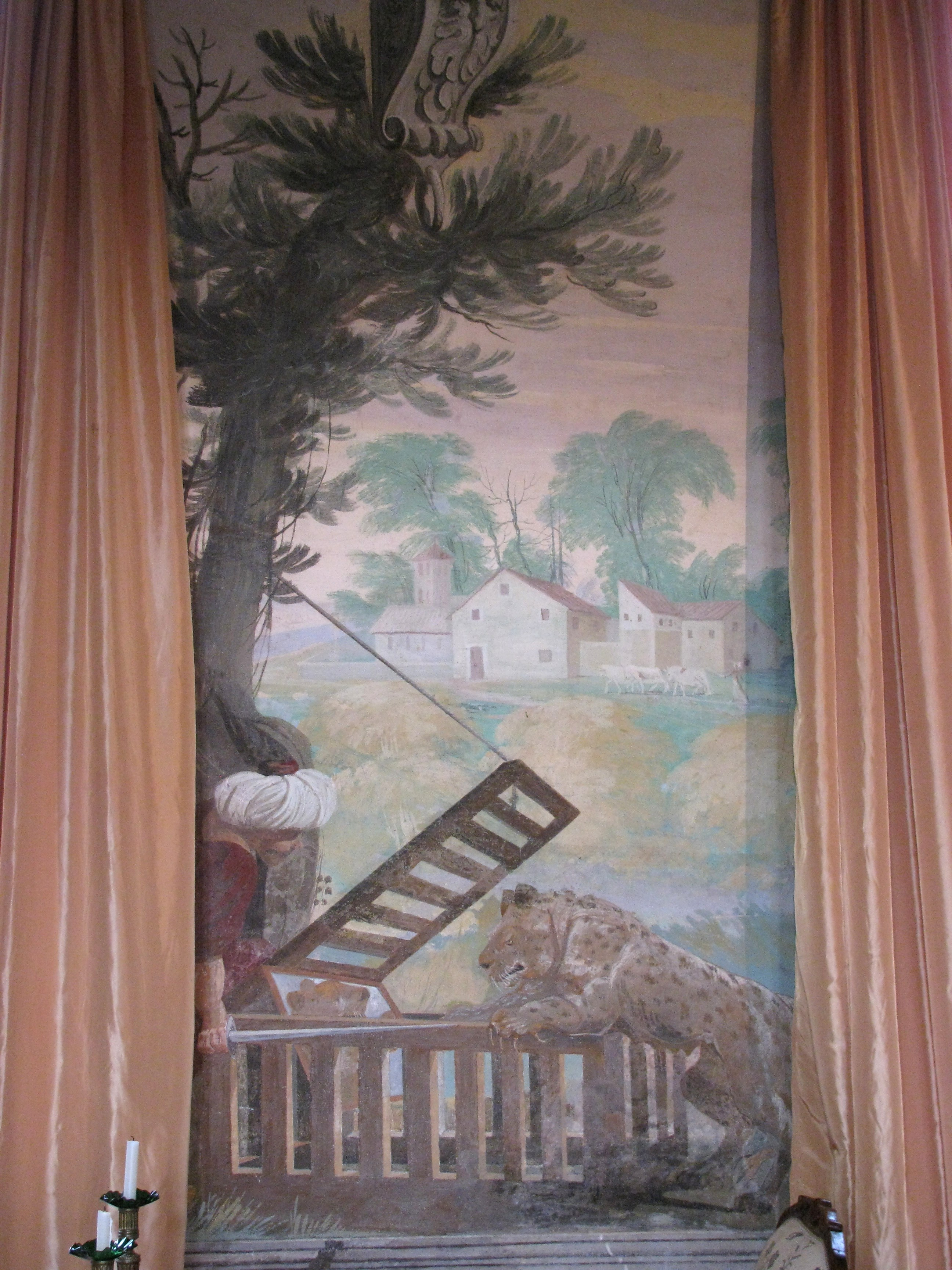
Une capture de panthère femelle, piégée avec un miroir.
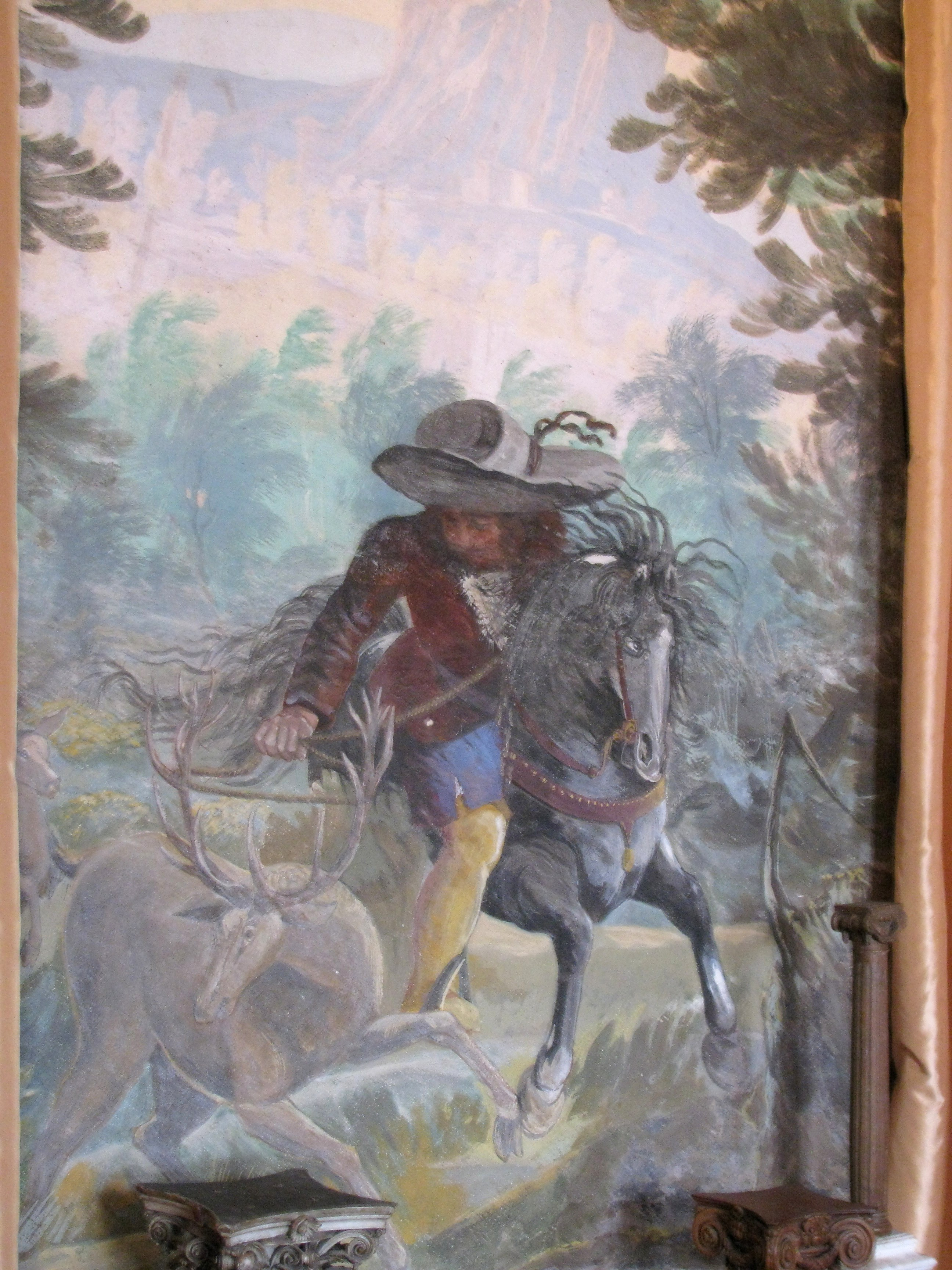
Une chasse au cerf.
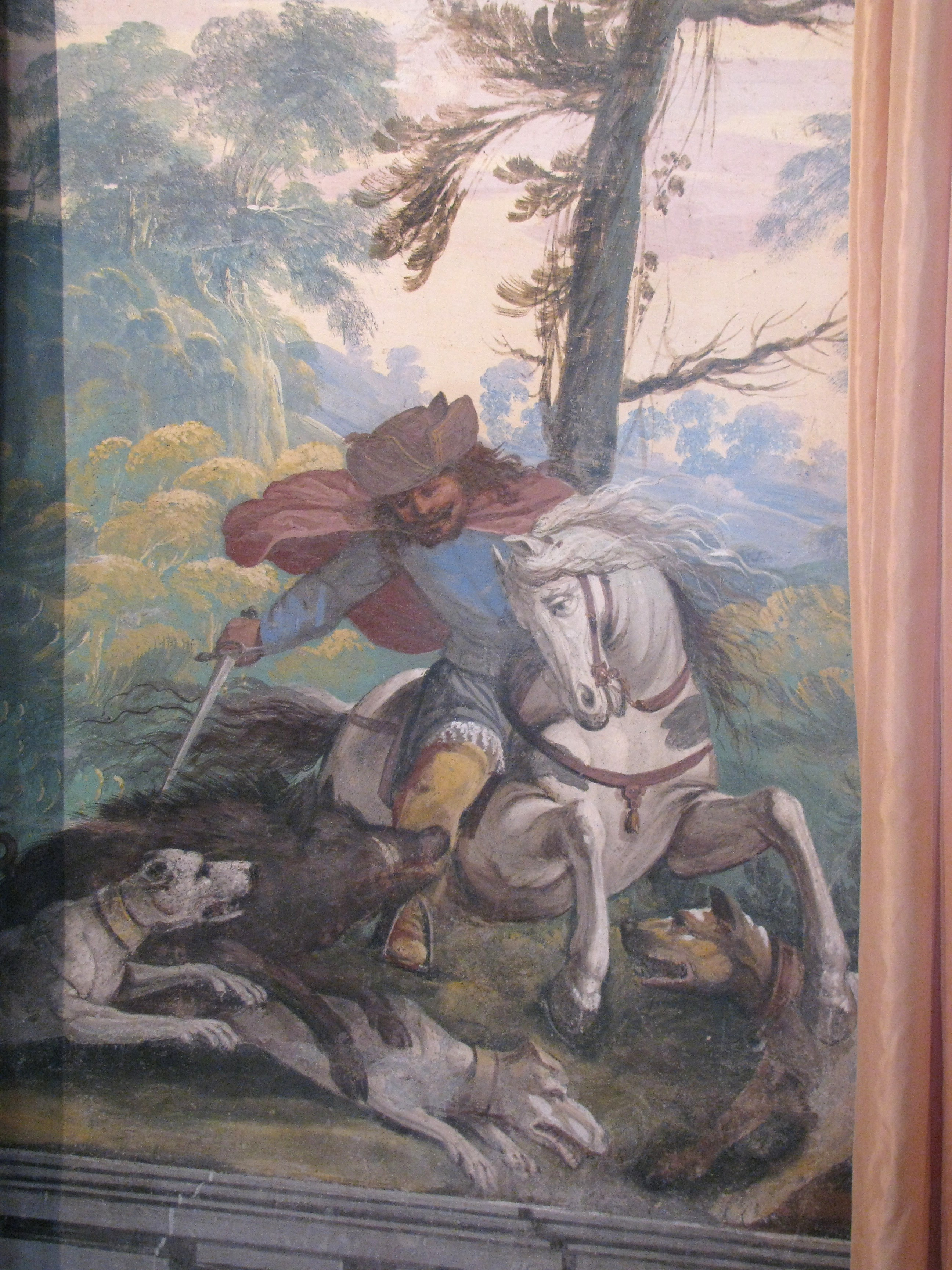
Une chasse au sanglier.

Dans l'appartement du premier étage, la « chambre de la Parade » montre une évocation de l'entrée solennelle à Lyon du roi Henri IV, organisée par Jean Scève en 1595. Ricchi montre une série de personnages du défilé, grandeur nature et en costume d'époque, posant entre des colonnes en trompe-l'œil.

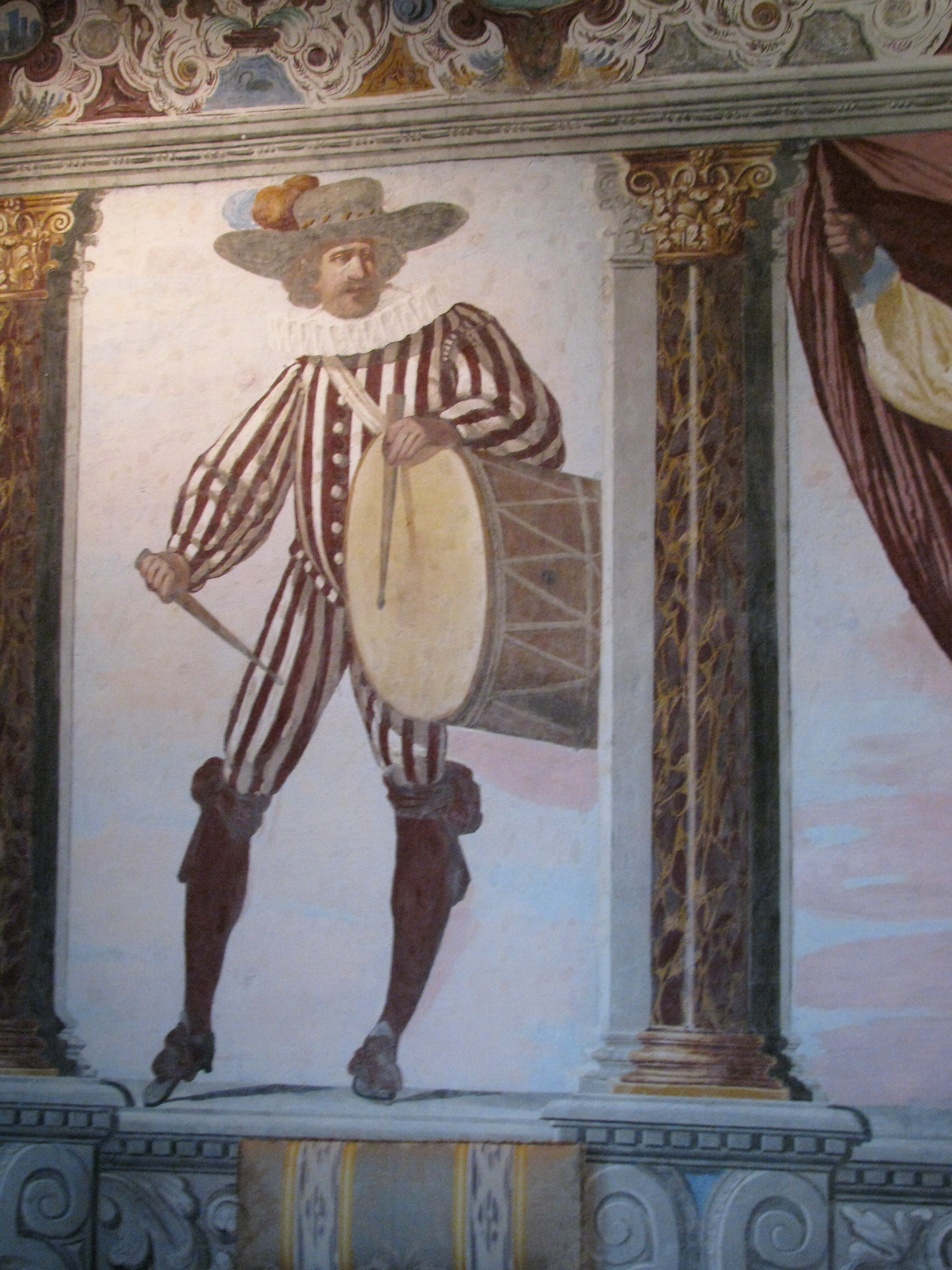
Un tambour.
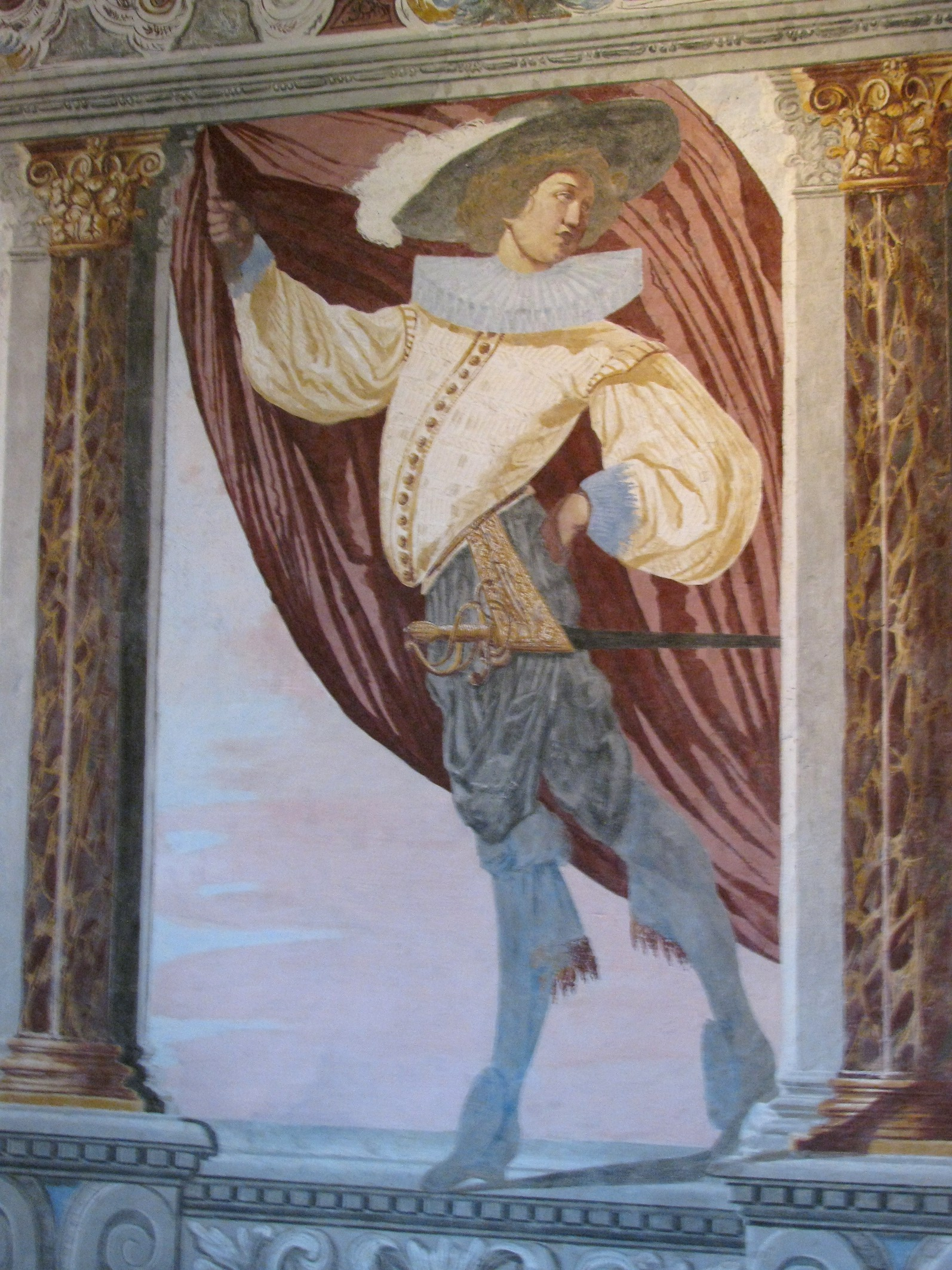
Un porte-étendard.
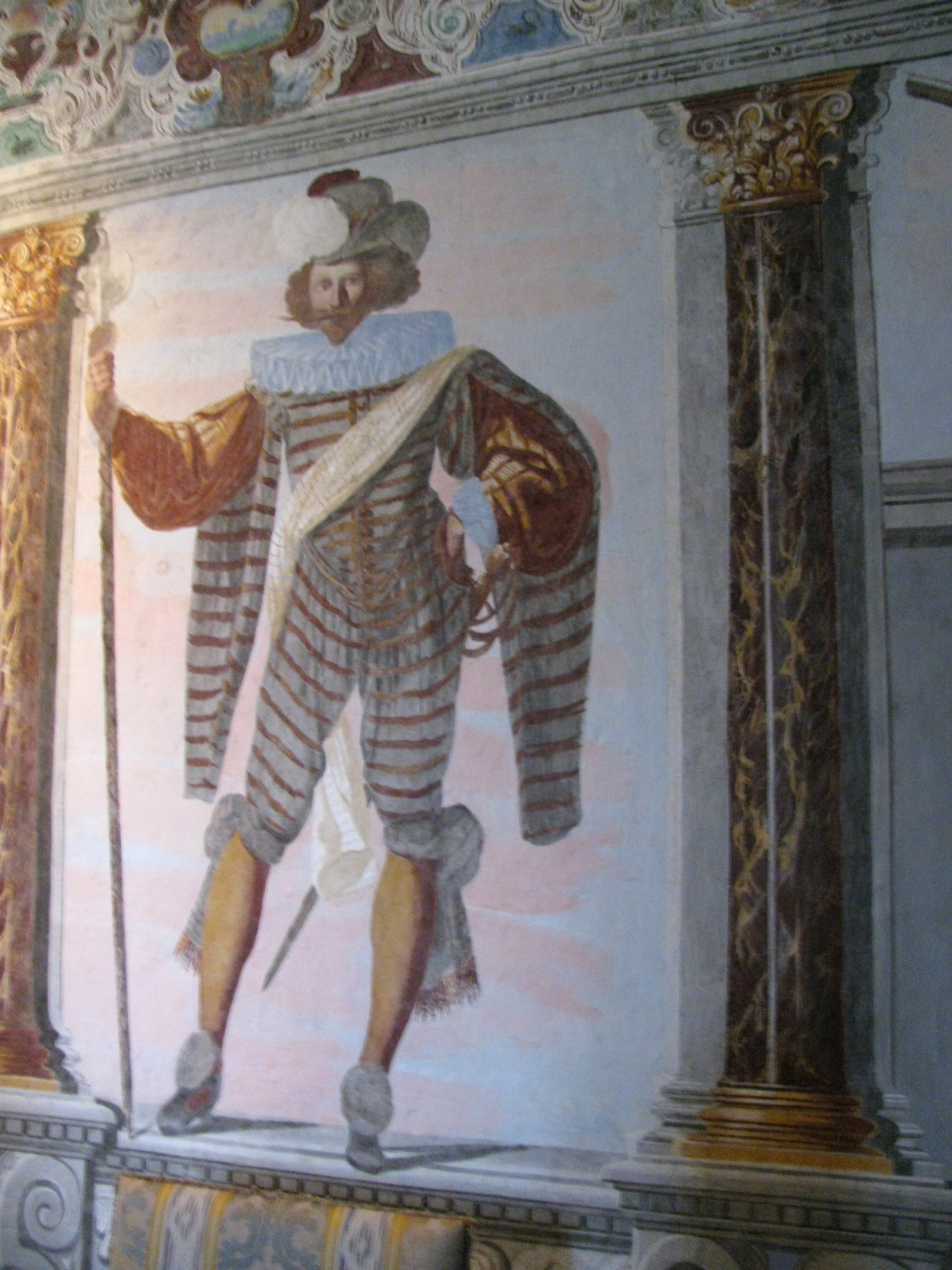
Un hallebardier.
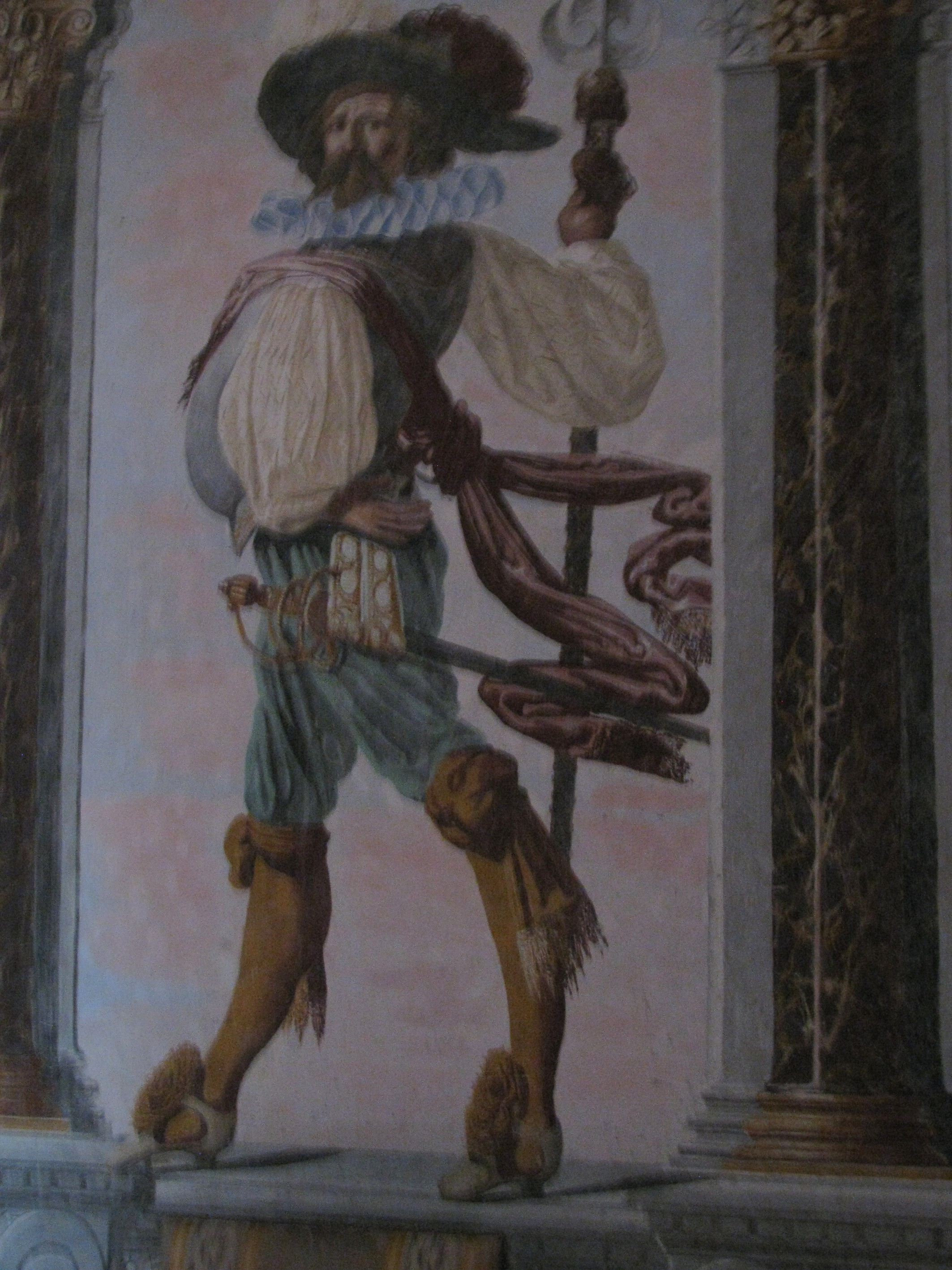
Un second hallebardier.

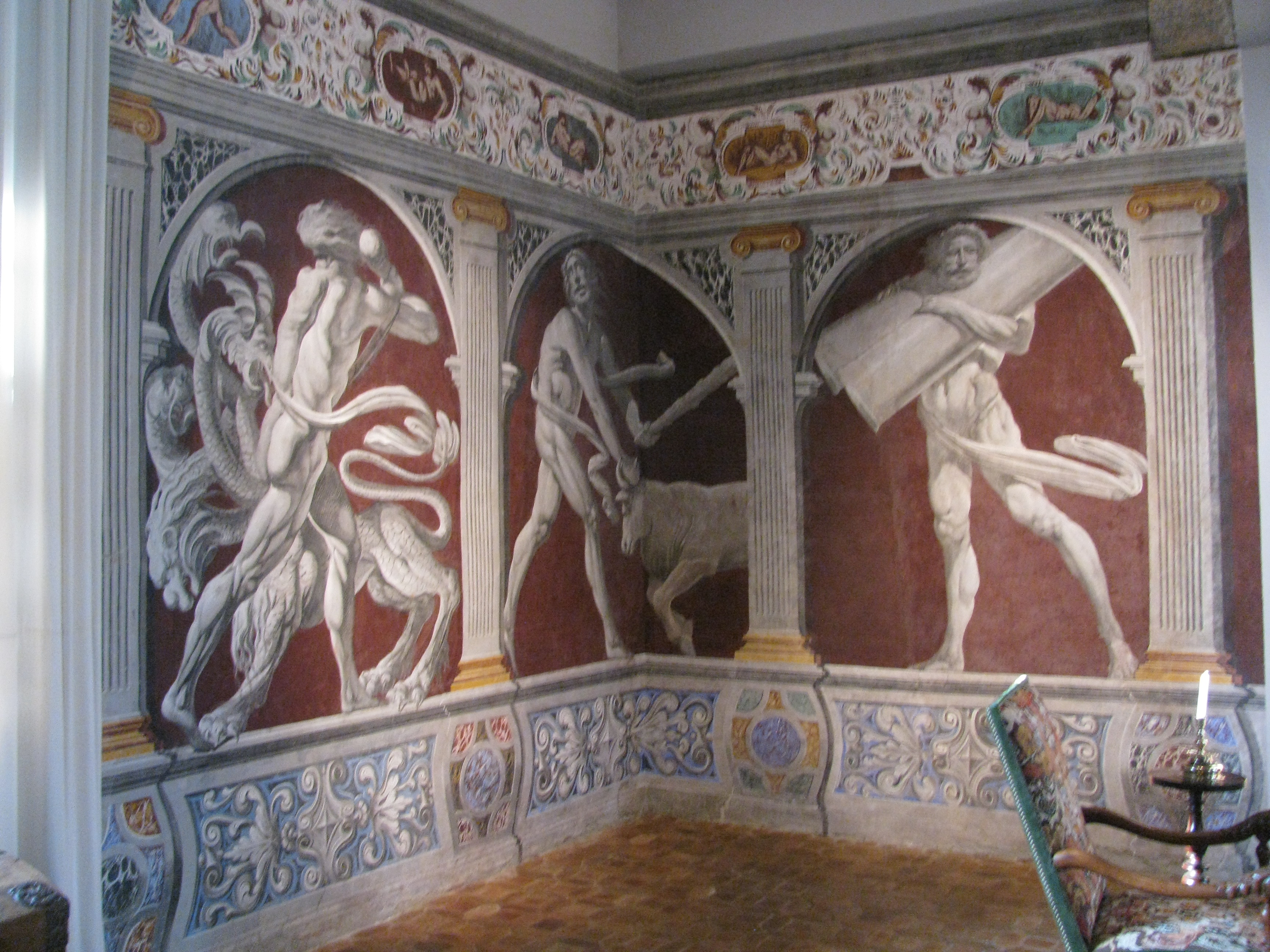
Travaux d'Hercule : l'Hydre de Lerne, le taureau de Crète, les Colonnes d'Hercule.

L'antichambre voisine est  dite « des Travaux d’Hercule », avec un Hercule qui a les traits d'Henri IV, protecteur des protestants. Ainsi le combat du héros contre l’hydre de Lerne peut se lire comme une allégorie de la lutte du chrétien contre les péchés mais peut aussi symboliser le combat des protestants contre la Ligue.
Dans la salle du Conseil, la cheminée de pierre et de marbre, de 6 mètres de hauteur, est sculptée de vertus théologales.
D'autres pièces sont décorées avec chacune un thème : salle des perspectives en trompe-l'œil, chambre des vertus cardinales, Justice, Force, Tempérance et Prudence, faisant écho à la cheminée de la salle du consistoire, décorée des sculptures des vertus théologales, foi, espérance et charité.
Au XVIIIe siècle, le rez-de-chaussée est aménagé en appartements plus petits et plus confortables qu'au siècle précédent, avec des boiseries sur les murs.

## Protection
Au titre des monuments historiques :
- l'ensemble du château et son décor intérieur ; la terrasse au nord et le sol de la cour ; les façades et toitures des communs ; les douves et leurs deux ponts ; le jardin en terrasse sont classés par décret du 11 juillet 1985 ;
- la ferme et le parc sont inscrits par arrêté du 28 août 2001.

## Le château au cinéma
Le château de Fléchères et son parc ont servi de décors à plusieurs films et téléfilms :
- En 1968, Le Diable par la queue de Philippe de Broca avec Yves Montand, Jean Rochefort ;
- En juillet 2009, La Marquise des ombres, téléfilm d'Édouard Niermans avec Anne Parillaud en marquise de Brinvilliers, célèbre empoisonneuse de l'époque de Louis XIV, est tourné à Fléchères ;
- En septembre 2010, le château a servi de décor, durant une nuit de tournage, au film Les Lyonnais d'Olivier Marchal, avec notamment Gérard Lanvin, Tcheky Karyo, Dimitri Storoge et Daniel Duval[9] ;
- Tournage du 28 septembre au 29 octobre 2010 d'Isabelle disparue, téléfilm de Bernard Stora avec Bernard Le Coq et Line Renaud ;
- En mars 2012, il a servi aussi au tournage de La Religieuse, un film de Guillaume Nicloux avec Isabelle Huppert et Louise Bourgoin ;
- Du lundi 4 juillet 2016 au mercredi 6 juillet 2016, le château a servi en partie au tournage de l'épisode Qui a tué le colonel Moutarde ? de la série Cherif diffusé sur France 2 le 27 janvier 2017.